# Kałahlija
Kalahlija (ukr. Калаглія, ros. Калаглия) – wieś na Ukrainie, w obwodzie odeskim, w rejonie odeskim, nad limanem Dniestru.